# ZSV
ZSV is een Nederlandse amateurvoetbal- en korfbalclub uit Zeilberg, dorp in gemeente Deurne (Noord-Brabant), opgericht in 1954. Het eerste elftal van de club speelt in de Tweede klasse zondag (2023/24).
De club speelt haar wedstrijden op sportpark De Kranenmortel in Deurne.

## Historie

##### Voorgeschiedenis ZVV
In 1926 werd de eerste Zeilbergse voetbalvereniging opgericht. Diefstal van de eerste prijs van een toernooi in Gemert is ZVV, 4 jaar na de oprichting, fataal geworden. De ondergang van de club was op dat moment een veelbesproken en beschreven onderwerp. 

##### Oprichting RKZSV
Eind 1953 vond de feitelijke oprichtingsvergadering van RKZSV plaats in het café van Nierke Beijers. De formele oprichtingsdatum was 21 november 1954. De contributie bedroeg destijds twaalf gulden per jaar en de club telde zeventig leden. Het eerste veld lag op Sientjes Hei, dat in de zomer van 1954 in gebruik werd genomen. Het maaien van het veld gebeurde in het begin met een handmaaier die tijdens de trainingen door de spelers werd voortgeduwd als conditietraining.
In 1966 verhuisde ZSV, dat toen tweehonderd leden telde, van Sientjes Hei naar de huidige accommodatie aan de Kranenmortelweg. In 1978 werd de naam RKZSV veranderd in ZSV omdat de kerk geen invloed meer in de voetbalvereniging had. 

##### Resultaten
In het seizoen '68-'69 degradeerde ZSV, na een verblijf van vijf jaar in de eerste klasse, onder leiding van Wim Stoker naar de tweede klasse. Het beslissende doelpunt voor de degradatie van ZSV werd gemaakt door Bavos. De maker van het doelpunt was Michel Buijtenweg die, nadat hij jarenlang topscorer van ZSV was geweest met in totaal 108 doelpunten, het seizoen ervoor vertrokken was naar Bakel.
Een ander hoogtepunt uit de geschiedenis van RKZSV was in het seizoen 1977 toen ZSV en SV Someren op een gedeelde eerste plaats eindigden. Op het Molenpark in Liessel moesten, voor ruim 5000 toeschouwers, legendarische beslissingswedstrijden worden gespeeld tegen Someren. De eerste wedstrijd eindigde in 1-1, maar omdat ook de tweede wedstrijd in een gelijkspel (2-2) eindigde moesten strafschoppen de beslissing brengen. Na een foutieve beslissing van de scheidsrechter, die een penalty die in het veld teruggestuiterd was en via de keeper weer in het doel terecht kwam, kon RKZSV gaan feesten.
In 1981 werden ZSV 1, 2 en 3 kampioen, een trilogie. Nadat het tweede elftal en het derde elftal al kampioen waren geworden versloeg het eerste elftal in een thuiswedstrijd SSE met 4-0.

## Hoogtepunten
- Seizoen 13/14: Bereiken 1e ronde KNVB Beker na wedstrijd (3-4) tegen JVC Cuijk in de kwartfinale van Districtsbeker (voetbal)
- Seizoen 14/15: Kampioen 2e Klasse H, rechtstreekse promotie naar 1e Klasse
- Seizoen 18/19: Periodekampioen (tweede periode) in 1e Klasse D

## Competitieresultaten 1982–2019
| 2 4C |

| 11 4C |

|  |

| 8 4C |

| 9 4C |

| 11 4C |

| 12 4C |

|  |

|  |

|  |

|  |

|  |

|  |

| 9 4C |

| 3 4C |

| 13 3D |

| 9 4H |

| 12 4H |

| 9 5H |

| 10 5I |

| 1 6E |

| 9 5G |

| 2 5E |

| 3 4G |

| 6 4G |

| 3 4E |

| 7 4F |

| 8 4F |

| 1 4F |

| 2 3C |

| 1 3C |

| 5 2H |

| 3 2H |

| 1 2H |

| 7 1D |

| 7 1D |

| 11 1D |

| 2 1D |

| Eerste klasse | Tweede klasse | Derde klasse | Vierde klasse |
| Vijfde klasse | Zesde klasse  |              |               |

## Bekende (oud-)spelers
- Jean Black
- Ilse van der Zanden

## Trainers
| Vanaf | Tot  | Naam                 |
| ----- | ---- | -------------------- |
| 1954  | 1956 | Jan Bouwmans         |
| 1956  | 1957 | Harrie Bouwmans      |
| 1957  | 1959 | Jan Colombon         |
| 1959  | 1961 | Kees Vossen          |
| 1961  | 1962 | dhr. Verbrug         |
| 1962  | 1967 | Harrie van de Ven    |
| 1967  | 1969 | Wim Stoker           |
| 1969  | 1972 | Harrie van de Ven    |
| 1972  | 1973 | Joop Minnaar         |
| 1973  | 1974 | Jos Boerenkamps      |
| 1974  | 1975 | Miel d'Hooghe        |
| 1975  | 1977 | Ben de Bode          |
| 1977  | 1978 | Math van Heur        |
| 1980  | 1983 | Wim van Dijnen       |
| 1980  | 1983 | Mario Verlijsdonk    |
| 1983  | 1985 | Harrie Bouwmans      |
| 1985  | 1986 | Pedro Kuijpers       |
| 1986  | 1988 | Tonnie van Berlo     |
| 1987  | 1988 | J. Derks             |
| 1988  | 1990 | Piet van de Manakker |
| 1990  | 1992 | Cleem van de Kerkhof |
| 1992  | 1992 | Piet van de Manakker |
| 1992  | 1993 | Mario Verlijsdonk    |
| 1992  | 1994 | Mart Verlijsdonk     |
| 2001  | 2002 | René van de Wouw     |
| 2003  | 2005 | Hans van Beek        |
| 2005  | 2007 | Matt Aerts           |
| 2007  | 2009 | Jan Noten            |
| 2009  | 2013 | John Elbers          |
| 2013  | 2014 | Marty van de Tillaar |
| 2014  | 2017 | Ger Demin            |
| 2017  | 2018 | Bas Gösgens          |
| 2018  | 2022 | Ömer Kaya            |
| 2022  | 2024 | Johan Vullings       |
| 2024  |      | Ralf van den Heuvel  |